# Аросєва Ольга Олександрівна
Ольга Олександрівна Аросєва (рос. О́льга Алекса́ндровна Аро́сева;  21 грудня 1925, Москва, РРФСР, СРСР —  13 жовтня 2013, Москва, Росія) — радянська і російська акторка театру і кіно, Народна артистка РРФСР.

## Біографічні відомості
Дочка Олександра Яковича Аросєва, радянського партійного і державного діяча, голови Верховного революційного трибуналу України в 1920 році. Сестра акторки Олени Аросєвої.
Відома виконанням комедійних (зокрема, в картинах Ельдара Рязанова) і гострохарактерних ролей. Знялася у кількох картинах українських кіностудій.

## Фільмографія
Кінороботи:
- «В ім'я життя» (1946, епізод)
- «Дорогоцінні зерна» (1948, Надія, тваринниця)
- «Велика сила» (1950, Олена Коробкова, співробітниця курсів підвищення кваліфікації птахівників)
- «Бєлінський» (1951, акторка)
- «Беззаконня» (1953, прачка Ксенія)
- «Весілля з приданим» (1953, подружка на весіллі)
- «Ми з вами десь зустрічалися» (1954, відпочивальниця)
- «Урок життя» (1955, Рая, подруга Наташі)
- «Гість з Кубані» (1955, Надя, диспетчерка Загорянської МТС)
- «Божевільний день» (1956, секретарка Міусова)
- «Дівчина без адреси» (1957, сусідка)
- «Аннушка» (1959, мати Вовки)
- «Морська чайка» (1961, мама Асіка; Кіностудія ім. О. Довженка)
- «Яблуко розбрату» (1962, Домініка Свиридівна, доярка колгоспної молочної ферми, Герой Соціалістичної Праці)
- «Короткі історії» (1963, Гелена / пані Фісташкова)
- «Все для Вас» (1964, Пирожкова, океанологиня лабораторії водоростей інституту океанографії)
- «У місті С.» (1966, Марія Павлівна Чехова)
- «Бережись автомобіля» (1966, Люба, наречена Дєточкіна)
- «Не найвдаліший день» (1966, медсестра)
- «Інтервенція» (1968, мадам Ксідіас)
- «Трембіта» (1968, Парася Никанорівна, мати Олесі (співає Гликерія Богданова-Чеснокова)
- «Жди мене, Анно» (1969, Раїса Петрівна (роль озвучила інша акторка)
- «Зустрічі на світанку» (1969, Софія Василівна, завідувачка молочної ферми)
- «Два дні чудес» (1970, студентка-чаклунка Альфа Іванівна Кокошкіна)
- «Секретар парткому» (1970, Катерина Павлівна, кухарка; Кіностудія ім. О. Довженка)
- «Переступи поріг» (1970, Віра Дмитрівна, класна керівниця)
- «Шельменко-денщик» (1971, Горпина Семенівна Опецковська)
- «Алло, Варшаво!» (1971, Маша з Одеси)
- «Старики-розбійники» (1971, Анна Павлівна Суздалева, інкасаторка, кохана Мячикова)
- «Великий бурштин» (1971, Жермена Павлівна, секретарка журі конкурсу)
- «Неймовірні пригоди італійців у Росії» (1973, мати Андрія Васильєва)
- «Розповіді про Кешку та його друзів» (1974, тітка Люся; Одеська кіностудія)
- «Бенефіс Лариси Голубкіної» (1975, місіс Ейнсфорд Гілл)
- «Сім щасливих нот» (1981, акторка)
- «Межа бажань» (1982, Ольга Олександрівна, бабуся Альоші)
- «Графиня» (1991, Марфа Олексіївна)
- «Будемо жити!» (1995, мати померлого; Україна, реж. Д. Томашпольський)
- «Бальзаківський вік, або Всі чоловіки сво…» (2005)
- «Книга Майстрів» (2009, оповідачка) та ін.

Озвучування мультфільмів:
- «Кіт-рибалка» (1964, Лисиця)
- «Хвости» (1966, Лисиця)
- «Бобри йдуть слідом» (1969, Щука)
- «Чарівник Смарагдового міста» (1973, Стелла)
- «Баба-яга проти!» (1979, Баба-яга)
- «Слоненя пішло вчитися» (1984, слониха)
- «Пригоди поросяти Фунтика» (1986—1988, Пані Беладонна)
- «Довірливий дракон» (1988, курка)
- «Кошеня з вулиці Лізюкова» (1988, слониха) та ін.